# Цена града
„Цена града“ је југословенски филм из 1970. године. Режирао га је Љубиша Георгијевски, а сценарио је писао Симон Дракул.

## Улоге
| Глумац              | Улога                                 |
| ------------------- | ------------------------------------- |
| Силвија Бадеску     | Елена                                 |
| Киро Ћортошев       | Заложник 3 (као Кирил Кјортошев)      |
| Дарко Дамевски      |                                       |
| Иурие Дарие         | Командант Ото Хорст                   |
| Вукан Диневски      | Иван                                  |
| Предраг Дишљенковић | Заложник 4 (као Предраг Дисленковикј) |
| Драгомир Фелба      | Поп Климе                             |
| Нада Гешовска       | Старица 1                             |
| Мара Исаја          | Старица 2                             |
| Јосиф Јосифовски    | Кнајпер                               |
| Ацо Јовановски      | Најдо                                 |
| Љубиша Трајковски   | Ђовани                                |
| Драги Костовски     | Рихтeр                                |
| Ацо Стефановски     | Професорот                            |
| Петар Стојковски    | Ханс                                  |
| Јон Исаја           | Заложник 2                            |